# Palácio da República (Almati)
O Palácio da República é uma sala de concertos localizada em Almati, no Cazaquistão. Destina-se a concertos, festivais e outros eventos culturais. Foi um dos principais locais do Festival de Cinema da Eurásia. Do lado de fora, com as fontes na praça em frente ao Palácio e o monumento do poeta cazaque Abai, o Palácio da República é uma das principais atrações de Almati da era Kunaev. O edifício está localizado na esquina da Prospekt Dostyk e da Avenida Abai. É considerado um monumento do planejamento e arquitetura urbanos desde 26 de janeiro de 1982.

## História

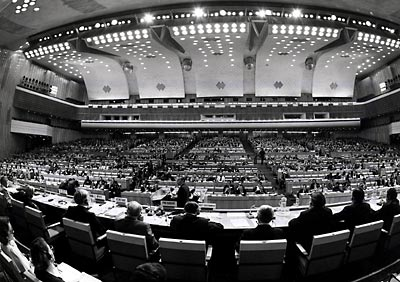
Conferência Internacional sobre Cuidados Primários de Saúde, no palácio. 1978

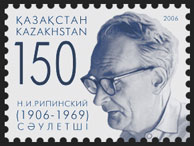
Nikolai Ripinsky, um dos fundadores do palácio.Selo de 2006

Construído em 1970, anteriormente chamado de Palácio Lenin da Cultura, foi aberto durante a celebração do 100º aniversário do nascimento de Vladimir Lenin. Foi renomeado como Palácio da República pelo Gabinete de Ministros da República Socialista Soviética do Cazaquistão, em 6 de dezembro de 1991, por proposta do Comitê da RSS do Cazaquistão para a Cultura. O palácio também foi local para a Conferência Internacional sobre Cuidados Primários de Saúde, onde a Declaração de Alma-Ata foi adotada em 1978.

## Design
O desenho da "tenda" do teto repousa sobre oito pilares e paredes de concreto que não chegam ao teto, dando a impressão de que ele flutua no ar. As cores do salão consistem em teto branco, parede dourada e assentos vermelhos. A disposição do hall de entrada e do átrio do Palácio utilizou uma combinação de espaço multidimensional de diferentes níveis, criando uma sala inteira com a ajuda de um nível intermédio da entrada principal e uma grande escadaria que envolve o átrio com 3 lados. O átrio principal, com 13 m de altura, está decorado com um candelabro branco. A decoração do hall de entrada e do átrio reflete-se em estruturas de carácter nacional, tais como linhas de vedação de escadas, pisos de mármore, etc. A largura do palco é de 48 metros, com a profundidade de 18m. Após a reconstrução, os assentos no auditório são 2.567, enquanto antes havia 3.000.

## Reforma
A renovação do edifício foi realizada entre 2010-2011. O custo foi de 10,4 bilhões de tenges. A entrada do palácio foi completamente alterada, com a atualização da aparência arquitetônica do edifício. Na fachada externa, substituiu-se o antigo revestimento por novos materiais, novas janelas, vitrais, portas, portões, pórticos e espaços exteriores e um aumento do espaço nas paredes. As medidas de prevenção de incêndio seguem os novos regulamentos técnicos. Outro complemento foi o fosso da orquestra com três mastros e plataformas para o armazenamento de instrumentos musicais. O edifício foi adaptado para pessoas com deficiência. Sob os novos regulamentos de saúde, as cozinhas foram redesenhadas, as instalações administrativas e auxiliares foram alteradas, o que proporcionou espaço para a equipe de bastidores. Além disso, para melhorar a qualidade dos serviços, foram instaladas novas instalações para o edifício, que incluíam uma sala de reuniões para 50 pessoas, um salão de beleza, loja de música, sala de gravação, loja de flores e estúdio de gravação. Um dos principais impactos positivos da reconstrução foi o aumento do novo espaço para uso futuro e a introdução do espaço de estacionamento.

## Custo de manutenção
Após a reconstrução, o custo de manutenção do Palácio da República aumentou 13 vezes. No final de 2012, as despesas administrativas LLP "Palácio da República" ascenderam a cerca de 1.05 bilhões de tenges, em comparação com 80 milhões de um ano antes.

## Proprietário
Nos tempos soviéticos, o palácio era de propriedade do governo. Desde o colapso da URSS, a propriedade foi entregue ao Akim (administrador) da cidade, nomeado como CHP Palácio da República, que é formado em uma LLP com 100% das ações do governo municipal.
Em maio de 2014, tornou-se pública a Aprovação do Plano Integral de Privatização para 2014-2016, em que, segundo o LLP, o Palácio da República será privatizado.